# Kim Cshangszu
Kim Cshangszu (hangul: 김창수, handzsa: 金昌洙, RR: Kim Chang-soo; Puszan (Busan), 1985. szeptember 12. –) dél-koreai labdarúgó, a japán élvonalbeli Kashiwa Reysol hátvédje.
Korábbi klubjai az Ulsan Hyundai, a Daejeon Citizen és a Busan IPark voltak.
2009. február 1-én bemutatkozott a dél-koreai labdarúgó-válogatottban Szíria ellen.